# Balskov
Balskov eller Balskovgård er en gård tidligere i Mørke Sogn beliggende mellem landbyerne Rodskov og Bale i Syddjurs Kommune. Gården var fra gammel tid to gårde, der hørte under Rosenholm. Gårdene blev 1843 slået sammen til en proprietærgård på godt 200 tdr. land af lensbaron Hans Henrik Rosenkrantz. Den blev overdraget baronens yngre broder Iver Holger Christian Rosenkrantz, som tilkøbte yderligere en gård, således at Balskov fik et tilliggende på ca. 300 tdr. land. 1893 kom gården igen under Rosenholm, hvor under den forblev, indtil Rosenholms godsbesiddelser gik i opløsning i 1936-37. Lensbaron Hans Rosenkrantz havde blandt andet grundet lensafløsningen dog forinden udstykket ca. 200 tdr. land af jorden, og Balskov var herefter kun en mindre ejendom. Gården tilhørte indtil 1943 baronens enke, lensbaronesse Esther Rosenkrantz, hvorefter den solgtes til skovrider F. Ogstrup. Herefter er gården overdraget til F. Ogstrups datter og i 1990 til tredje generation.
Balskov Ejerlav blev pr. 1. oktober 1980 overflyttet fra Mørke Sogn til Bregnet Sogn.

## Ejerliste
Denne liste er ufuldstændig; hjælp gerne med at udfylde den.
- 1843-1879: Iver Holger Christian baron Rosenkrantz
- 1879-1893: Peter Christian lensbaron Rosenkrantz
- 1893-1936: Hans Carl Oluf lensbaron Rosenkrantz
- 1936-1943: Esther lensbaronesse Rosenkrantz
- 1943-1972: F. Ogstrup
- 1972-1990: J. Laage Ogstrup
- 1990-        : Tine og Claus Laage Kjeldsen